# 半月凱基介
半月凱基介（学名：Keijia demissa）为真花介科凱基介屬下的一个种。